# Tom Waits

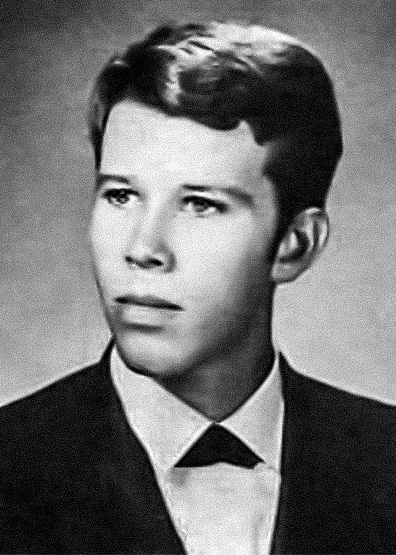
Tom Waits i gymnasiets årsbok 1968.

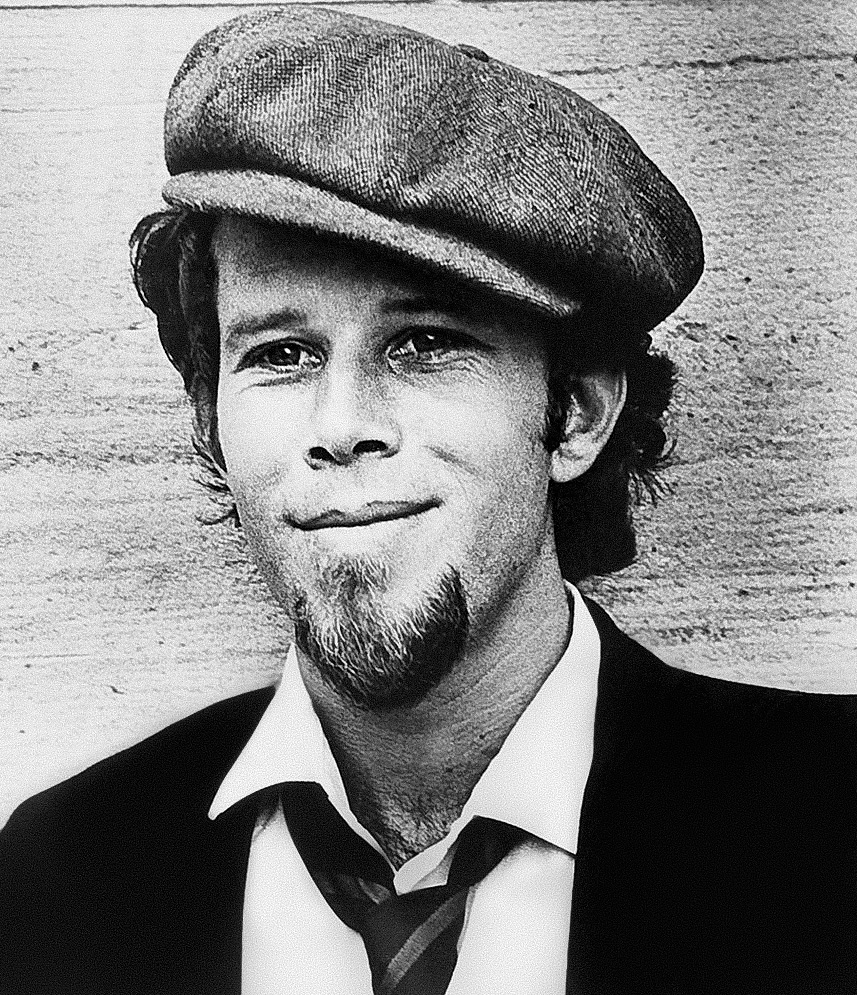
Tom Waits 1975.

Thomas Alan "Tom" Waits, född 7 december 1949 i Whittier, Kalifornien, är en amerikansk musiker, sångare, kompositör, textförfattare och skådespelare. Waits är känd för sin raspiga, hesa röst, användandet av ovanliga instrument och kompositioner som inte följer modet. Man har sagt att hans röst låter som om den "dränkts i ett fat bourbon, lämnats hängande i ett rökhus några månader och därefter blivit överkörd av en bil."
Med sin unika röst, sin blandning av blues, jazz och vaudeville samt experimentella inslag som gränsar till industrial har Waits byggt upp en egen distinkt musikalisk personlighet. Detta har även gjort att hans musik är svår att kategorisera.
Textmässigt karakteriseras Waits sånger av atmosfäriska porträtt av bisarra, kärnfulla karaktärer och platser även om han också visat intresse för traditionella ballader. Han har ett kultfölje bland fansen, och har influerat flera låtskrivare trots att hans musik sällan spelas på radio eller kommersiella musikkanaler. Många av hans låtar är mer kända för allmänheten som coverversioner inspelade av mer kända artister, till exempel "Jersey Girl" som framförts av Bruce Springsteen, "Downtown Train" med Rod Stewart och "Ol' '55" framförd av Eagles. "Downtown Train" har även svenska Moneybrother gjort en cover på. I en intervju från 2005 hävdade Bob Seger att Waits musik varit en inspiration för honom. Även om Waits album mött blandad kommersiell framgång i USA har de ibland sålt guld i andra länder. Han har varit nominerad för flera stora musikpriser och bland annat vunnit två Grammisar.
Waits har dessutom skrivit musik till filmer och musikaler och varit Oscarsnominerad för soundtracket One from the Heart till Francis Ford Coppolas film Älskling, jag hatar dig!. Han har även gjort framträdanden som skådespelare i bland annat Rumble Fish (1983), Cotton Club (1984), Bram Stokers Dracula (1992), Short Cuts (1993), Mystery Men (1999) och Coffee and Cigarettes (2003) i en scen med Iggy Pop. (2010) The Book of Eli
Tom Waits är gift med Kathleen Brennan sedan den 10 augusti 1980. De bor tillsammans med sina tre barn i Sonoma County, Kalifornien. Waits har skotsk och irländsk härkomst på pappans sida, samt norsk på moderns.

## Biografi

### Ursprung och musikalisk början
Tom Waits föddes den 7 december 1949 på Park Avenue Hospital i Pomona, Kalifornien. Både fadern Jesse Frank Waits och modern Alma Johnson McMurray var lärare. Jesse Frank Waits hade skotsk-irländsk härkomst och Alma Johnson McMurray hade rötter i Norge. Föräldrarna skilde sig 1960 när Tom var tio år gammal och gick på Jordan Elementary School i Whittier, Kalifornien. Tom flyttade senare samma år med modern till National City nära den mexikanska gränsen. Waits, som lärde sig spela piano själv hos en granne, hävdade senare att det var under resor till Mexiko med sin far, som var spansklärare, som han hittade sin kärlek till musik när han hörde traditionell mexikansk musik på bilradion.
Waits gick på high school på Hilltop High School i Sweetwater Union High School-distriktet, Chula Vista. 1965 spelade han i ett R&B/soul-band som hette The System och hade fått sitt första jobb på Napoleone Pizza House i San Diego (låten "I Can't Wait to Get Off Work" från albumet Small Change handlar om det jobbet). Waits har senare medgett att han inte gillade 1960-talets musik; "Jag var inte förtjust i Blue Cheer så jag hittade ett alternativ, även om det fick bli Bing Crosby." Fem år senare, när han jobbade som dörrvakt på Heritage nightclub i San Diego, ett ställe där artister från alla genrer uppträdde, gjorde han sitt första framträdande med lön (han fick 25 dollar). Waits var ett stort fan av flera låtskrivare och musiker som till exempel Frank Sinatra, Bob Dylan, Lord Buckley, Hoagy Carmichael, Marty Robbins, Raymond Chandler, och Stephen Foster och började utveckla sin egen speciella musikstil där han blandar sång och monolog.
Efter en kort sejour i USA:s kustbevakning började han uppträda på nattklubben The Troubadour i Los Angeles. Kort därefter, 21 år gammal, flyttade han till Echo Park i Los Angeles och skrev kontrakt med skivbolagsägaren och managern Herb Cohen. Mellan augusti och december 1971 spelare Waits in en rad demos för Cohens skivbolag Bizarre Records/Straight Records, bland låtarna fanns flera låtar som Waits senare skulle bli känd för. Dessa inspelningar släpptes tjugo år senare på The Early Years, Volume One och Volume Two.

### 1970-talet
Waits skrev kontrakt med Asylum Records 1972 och efter några mindre lyckade inspelningssessioner släpptes debutalbumet Closing Time 1973. Trots att albumet, som producerades av före detta Lovin' Spoonful-medlemmen Jerry Yester, fick ett varmt mottagande fick inte Waits någon större uppmärksamhet förrän några av albumets låtar släpptes i cover-versioner av mer kända artister. Senare under 1973 släppte Tim Buckley albumet Sefronia som innehöll en cover av "Martha" som fanns med på Closing Time. Detta var den första covern på Waits musik av någon känd artist. Closing Times öppningsspår "Ol' 55" spelades även in av Eagles (som låg på samma skivbolag som Waits) till albumet On the Border 1974.
Han började turnera som förband åt artister som Charlie Rich, Martha and the Vandellas och Frank Zappa och fick snart ett kultfölje bland fansen. Waits fick även fortsatt positiva reaktioner på sina skivsläpp. The Heart of Saturday Night från 1974, som innehöll låten "Looking For the Heart of Saturday Night", avslöjade Waits bakgrund med nattklubbsframträdanden med till hälften nynnade och till hälften berättade ballader, ofta ackompanjerade av ett jazzband. Waits beskrev albumet som:
| ” | en omfattande studie av ett antal aspekter i sökandet av centrum för Saturday night, som Jack Kerouac obevekligt jagade från ena sidan landet till det andra, och jag har försökt roffa åt mig några diamanter av den magi jag ser. | „ |

År 1975 flyttade Waits till Tropicana Motel på Santa Monica Boulevard. Han släppte även dubbelalbumet Nighthawks at the Diner som spelats in med publik i studion för att fånga atmosfären från ett liveframträdande. Skivan exemplifierar det här stadiet av hans karriär med långa monologer mellan låtarna som var vanliga under hans uppträdanden. Skivan introducerade även fansen till hans nyfunna överdrivna buttra sång som kom att dominera flera av hans kommande album. Samma år bidrog han med bakgrundssång på Bonnie Raitts låt "Sweet and Shiny Eyes" från hennes album Home Plate.
Under den här tiden började Waits dricka mer och mer alkohol, och livet som turnerande artist började ta ut sin rätt på honom. När han ser tillbaka på tiden berättar Waits:
| ” | Jag var sjuk genom hela den perioden [...] Det började ta ut sin rätt på mig, allt turnerande. Jag hade rest en hel del, bott på hotell, ätit dålig mat, druckit mycket – för mycket. Det finns en livsstil som är där innan du kommer dit och som introduceras till dig. Det är oundvikligt. | „ |

Som en reaktion på detta spelade Waits in albumet Small Change 1976. På albumet framstår Waits texter mycket mer cyniska och pessimistiska och många låtar som till exempel "The Piano Has Been Drinking" och "Bad Liver and a Broken Heart" innehåller en öppen och ärlig beskrivning av alkoholism och cementerar samtidigt ryktet om hårt leverne som Waits hade i många fans ögon. 
Med albumet försäkrade Waits att han "försökte lösa vissa saker när det kommer till den sentimentala cocktail- och alkoholimage jag hade. Det är inget som är roligt med en alkoholist [...] Jag började verkligen tro att det var någonting roande och underbart amerikanskt med att vara alkoholist. Det slutade med att jag intalade mig själv att sluta med den där skiten." På albumet, som innehöll fan-favoriten "Tom Traubert's Blues", spelade den kända trummisen Shelly Manne trummor och albumet hade, precis som tidigare album, stora jazz-influenser med texter som var influerade av Raymond Chandler och Charles Bukowski och sång influerad av Louis Armstrong.
Small Change och dess dubbelsingel "Step Right Up"/ "The Piano Has Been Drinking" var en succé både kommersiellt och hos musikrecensenterna och sålde betydligt mer än Waits tidigare album. Albumet blev Waits första som slog sig in på Billboards Top 100 Albums, något han inte lyckades med igen förrän 1999 med Mule Variations. Framgångarna innebar att Waits blev mer känd hos allmänheten och han intervjuades i tidningar so Time Magazine, Newsweek, and Vogue. Den ekonomiska och publika framgången gjorde också att Waits kunde anställa ett band som följde med honom på spelningar (tidigare hade han mest turnerat själv). Han gav backup-bandet namnet The Nocturnal Emissions. Tom Waits och The Nocturnal Emissions turnerade i USA och Europa från oktober 1976 till maj 1977.
Albumen Foreign Affairs (1977) och Blue Valentine (1978) fortsatte på ungefär samma musikaliska spår men innehöll mer artistisk finess och utforskade jazz och blues. Låten "Blue Valentines" innehåller ett ensamt arrangemang av en elektrisk gitarr spelad av Ray Crawford ackompanjerad av Waits sång. Det var runt den här tiden som Waits hade ett förhållande med sångerskan Rickie Lee Jones och hon finns med på albumomslagen till båda dessa album. År 1978 gjorde Waits sin första skådespelarinsats tillsammans med Sylvester Stallone i filmen Paradise Alley. Waits spelade pianisten Mumbles och bidrog med två specialskrivna låtar ("(Meet Me in) Paradise Alley" och "Annie's Back in Town") till filmens soundtrack.
Heartattack and Vine släpptes 1980 och blev Waits sista album på Asylum. Skivan visade upp både en balladisk sida (med låten "Jersey Girl" till exempel) och en lite mer skrovlig rhythm and blues. Även om detta inte var helt nytt var det ovanligt för Waits och var en försmak på hur hans musik skulle komma att förändras de följande åren. Samma år påbörjade han ett återkommande samarbete med filmskaparen Francis Ford Coppola som ville att Waits skulle skriva musiken till hans film One from the Heart. Bette Midler hade sjungit en duett tillsammans med Waits i den Billie Holiday-lika låten "I Never Talk to Strangers" på albumet Foreign Affairs. Nu ville han arbeta tillsammans med henne igen till Coppolas film men hon var upptagen av annat. Istället fick Waits arbeta tillsammans med singer/songwritern Crystal Gayle.

### 1980-talet
I augusti 1980 gifte sig Waits med Kathleen Brennan som han hade träffat under inspelningen av One from the Heart. Brennan anges ofta som medförfattare till många låtar på Waits senare album och Waits nämner också ofta henne som en viktig influens i sitt arbete. Hon introducerade honom för Captain Beefhearts musik och även om de delade skivbolag på 1970-talet säger Waits att "jag blev mer bekant med honom när jag gifte mig". Waits skulle senare beskriva sitt förhållande med Brennan som ett paradigmskifte i sin musikaliska utveckling.
Efter att ha lämnat Asylum Records och gått över till Island Records släppte Waits albumet Swordfishtrombones 1983. Med skivan markerade Waits en radikal förändring i sin musikalitet och skivan satte fart på hans rykte som musikalisk ensamvarg. Skivan innehåller mer musikaliska experiment än tidigare med variationer i val av instrument (till exempel användandet av säckpipa på "Town with No Cheer" och marimba på "Shore Leave") och sång (till exempel den berättade monologen i "Frank's Wild Years" och skällandet i "16 Shells from a Thirty Ought Six") och mycket mindre av de traditionella piano-och-stråkar-ballader med vilka Waits tidigare balanserat sina skivor. Vid sidan av Captain Beefheart och en del av Dr. Johns tidiga skivor fanns det få liknande verk i populärmusiken som Swordfishtrombones eller Waits lika udda efterföljande album Rain Dogs (1985) och Franks Wild Years (1987).
Tidigare hade Waits spelat antingen piano eller gitarr men han började tröttna på dessa instrument. "Ens händer är som hundar, de går till samma platser de varit på tidigare. Man måste vara försiktig när man inte längre spelar med huvudet utan med fingrarna som besöker lyckliga platser. Man måste bryta dem från deras vanor annars utforskar du inte. Man spelar bara det som är tryggt och behagligt. Jag lär mig bryta de vanorna genom att spela instrument som jag absolut inte vet någonting om, till exempel fagott."
Musikinstrumentval och orkestreringar på dessa och kommande album innehöll ofta ganska vitt spridda element. På Waits självutnämnda "orkesterskrotupplag" fanns rosslande harmonium, slamrande slagverk (ofta spelade av Ralph Carney som brassband eller soulmusik), närmast atonala gitarrer (kanske bäst exemplifierade av Marc Ribot) och föråldrade instrument (många av Waits album har spelats in med en skadad, opålitlig Chamberlin och flera nyare album har innehållit den sällan använda Stroh-violinen).
Tillsammans med en ny instrumental approach ändrade Waits sin sångstil för att låta mindre som en crooner från 1970-talet. Istället övade han upp flera sångtekniker: En allvarlig röst som påminde om Howlin' Wolf, en brummande vilt skällande, och en tillbakadragen närmast skrikande falsettröst som Waits skämtsamt talar om som sin "Prince-röst". Tom Moon beskriver Waits röst som ett "bredspektrat överfallsvapen."
Hans låtskrivande ändrade sig också och blev mer abstrakt och omfattade ett flertal stilar som normalt ignoreras inom popmusiken. Till exempel gammal blues, cabaret, rumba, teatrala infallsvinklar influerade av Kurt Weill, tango, tidig countrymusik, europeisk folkmusik tillsammans med de Tin Pan Alley-lika låtar som influerade hans tidiga verk. Han spelade även in några berättade monologer influerade av Ken Nordines "word jazz"-skivor från 1950-talet.
År 1986 sattes musikalen Franks Wild Years upp i New York (utanför Broadway). Waits hade tillsammans med Kathleen Brennan skrivit pjäsen som regisserades av Gary Sinise. I en framgångsrik uppsättning på Chicagos berömda Steppenwolf Theater spelade Waits själv huvudrollen som Frank. Waits fortsatte utveckla sin skådespelarförmåga med flera biroller och en huvudroll i Jim Jarmusch film Down By Law 1986. Filmens soundtrack innehöll även två av Waits låtar från Rain Dogs. Samma år spelade Waits piano och sjöng på låten "Sleep Tonight" på The Rolling Stones album Dirty Work. Albumet Franks Wild Years släpptes 1987 och byggde på studioinspelningar av Waits musikal med samma namn. År 1988 skrev och spelade Waits tillsammans med sin fru i Big Time, en surrealistisk konsertfilm och soundtrack.
År 1989 gjorde Waits sin till dags dato sista roll på teaterscenen när han spelade Curly i Thomas Babes "Demon Wine" tillsammans med Bill Pullman, Philip Baker Hall, Carol Kane och Bud Cort. Pjäsen sattes upp på Los Angeles Theater Center i februari och fick ett blandat mottagande, även om Waits prestation uppmärksammades av ett antal recensenter. Däribland John C. Mahoney som beskrev Waits prestation som "fascinerande". Waits sjöng även på The Replacements låt "Date to Church" som fanns med som b-sida på deras singel I'll Be You.

### 1990-talet
The Black Rider: The Casting of the Magic Bullets var ett teatersamarbete mellan Waits, regissören Robert Wilson och författaren William S. Burroughs och hade premiär i Hamburg på Thalia Theatre den 31 mars 1990. Pjäsen var baserad på den tyska folkloren Friskytten, Wilson ansvarade för designen och regisserandet, Burroughs skrev manus och Waits var ansvarig för musik och text (som var starkt influerad av Bertolt Brecht och Kurt Weill). Samma år samarbetade Waits med fotografen Sylvia Plachy; till hennes bok Sylvia Plachy's Unguided Tour följde det med en kort Waits-skiva som var till för att ackompanjera fotografierna och texterna i boken.
Waits sjöng rollen som Tomy the Cat i låten med samma namn som fanns med på Primus album Sailing the Seas of Cheese 1991. Detta var det första av flera samarbeten mellan Waits och gruppen och exponerade Waits för en helt ny målgrupp inom alternativ rock. Primus sångare, låtskrivare och basist Les Claypool skulle komma att medverka på flera Waits-album i framtiden. Waits komponerade och dirigerade musiken till Jim Jarmusch film Night on Earth 1991 och musiken släpptes som album året efter.
Bone Machine, Waits första studioalbum på fem år, släpptes 1992. Skivan kännetecknas av en stor del slagverk och gitarr (med lite piano och saxofon) och markerar ännu en förändring i Waits sound. Kritikern Steve Huey kallar det "kanske Tom Waits mest sammanhängande album [...] en morbid, illavarslande mardröm, som framhäver egenheterna hos hans experimentella klassiker från 1980-talet på ett häpnadsväckande – och ofta uppseendeväckande – sätt [...] Waits mest berörande och kraftfulla verk, även om det inte är hans mest tillgängliga." Bone Machine fick en Grammy för bästa alternativa album. Den 19 december 1992 hade Alice premiär på Thalia Theatre i Hamburg. Alice var Waits andra teatrala samarbete med Robert Wilson. Paul Schmidt anpassade Lewis Carrolls verk (Speciellt Alice i Underlandet och Alice i Spegellandet) tillsammans med låtar av Waits och Kathleen Brennan som skärningspunkt med texten istället för som en expansion av handlingen som var fallet i konventionella musikaler. Låtarna spelades senare in av Waits och släpptes som studioalbum tio år senare med namnet Alice.

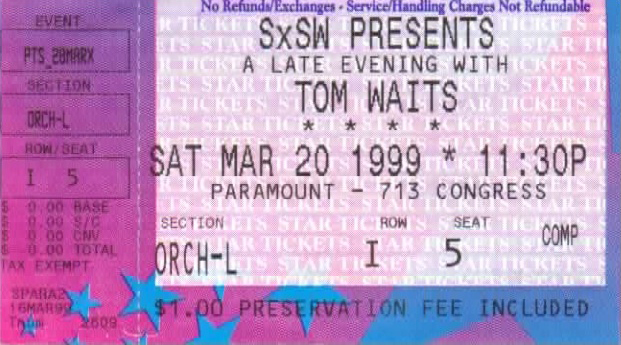
En biljett till A Late Evening With Tom Waits den 20 mars 1999.

Albumet The Black Rider från 1993 innehöll studioversioner av låtarna Waits skrivit tre år tidigare för pjäsen med samma namn. Undantaget var "Chase the Clouds Away" och "In the Morning" som var med i pjäsen men inte på albumet. William S. Burroughs gästspelade med sång på låten "T'Aint No Sin." Samma år deltog Waits med sång till Gavin Bryars 75 minuter långa omarbetning av sitt klassiska musikstycke Jesus' Blood Never Failed Me Yet. Han var även med i Robert Altmans filmversion av Raymond Carvers historier Short Cuts.
Efter att Island Records släppt Tom Waits Best of-skiva Beautiful Maladies: The Island Years 1998 lämnade han skivbolaget och skrev istället på för Epitaph. Epitaphs president Andy Kaulkin sade att han var "överväldigad att Tom ens övervägde att arbeta med oss. Vi är stora fans." Waits själv hade bara gott att säga om företaget; "Epitaph är sällsynt eftersom de ägs och drivs av musiker. De har bra smak och en massa entusiasm, dessutom är det trevliga människor. Och så gav de mig en splitter ny Cadillac såklart."
Mule Variations, som var Waits första skivsläpp på hans nya skivbolag, släpptes 1999. Billboard beskrev albumets musik som "avlägsnar sig bluesen, den sneda gospelmusiken och den upproriska "art stompen" och börjar likna en storslagen skulptur från skrotupplaget." Albumet var även det första Waitsalbum som använde sig av en turntablist. Mule Variations vann en Grammy 2000 men för att poängtera hur svårt det är att kategorisera Waits musik kan nämnas att han var nominerad för både Bästa folkalbum (som han vann) och Bästa manliga sång inom rock (för sången "Hold On") samtidigt – ingen av kategorierna var samma genre som han vann sin tidigare grammy. Albumet var också Waits bäst säljande album hittills i USA och låg på plats 30 som bäst på försäljningslistorna.
Samma år producerade Waits för första gången musik till en annan artist när han (tillsammans med sin fru Kathleen Brennan) skrev musiken till Chuck E. Weiss album Extremely Cool. Förutom att producera musiken spelade han gitarr och bidrog med sång på skivan.

### 2000-talet

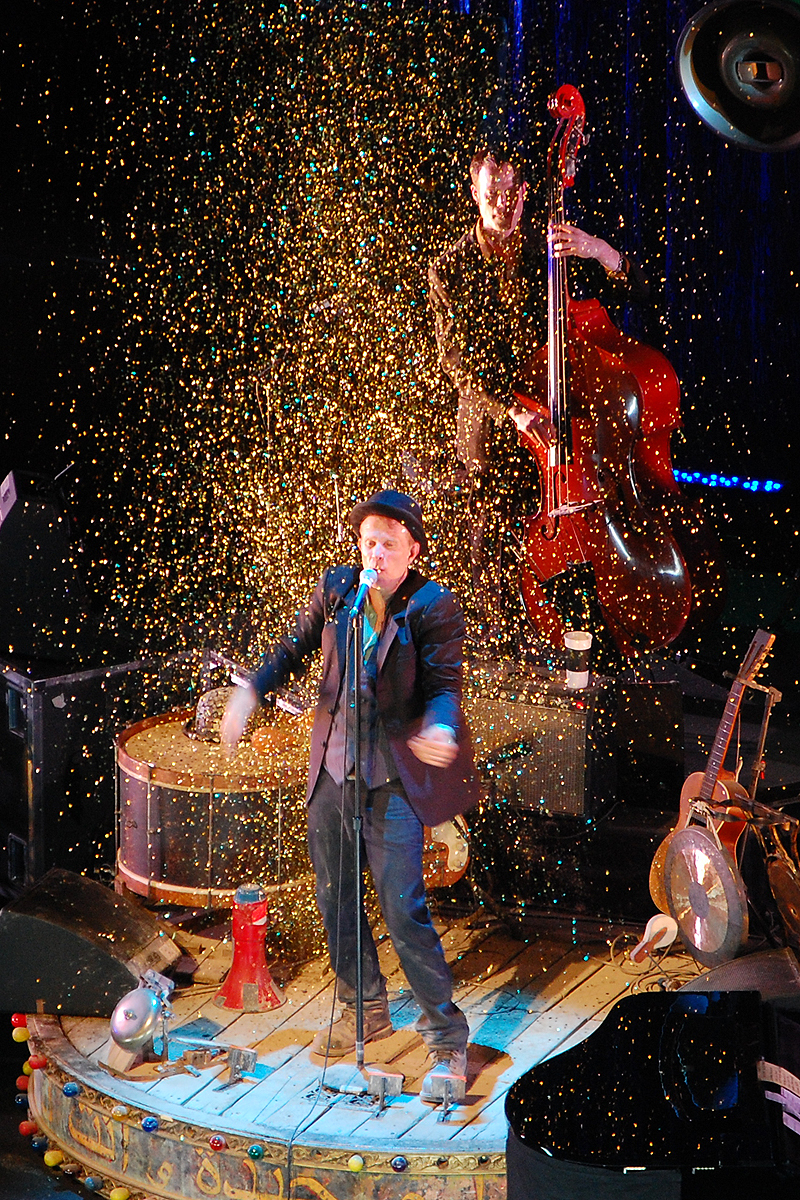
Waits under en konsert i Prag i Tjeckien den 21 juli 2008.

John Hammond's Wicked Grin, en samling coverlåtar från början skrivna av Waits, släpptes 2001. Waits deltar på de flesta spåren där han spelar gitarr, piano och/eller körar. På albumet finns också en version av den traditionella lovsången "I Know I've Been Changed" som framförs som en duett av Hammond och Waits.
År 2002 släppte Waits två album samtidigt, Alice och Blood Money. Båda hade skrivits nästan tio år tidigare och baserades på teatrala verk där Waits samarbetat med Robert Wilson. Det förstnämnda var en musikal om Lewis Carroll och den andra en tolkning av Georg Büchners Woyzeck. Musiken återknyter till tangon, Tin Pan Alleyn och monologerna från Swordfishtrombones medan texterna är djupt cyniska och melankoliska, vilket exemplifieras av titlarna "Misery is the River of the World" och "Everything Goes to Hell." Waits skrev "Always Keep a Diamond in Your Mind" till Woyzeck men den kom aldrig med på Blood Money, däremot fanns den med på Solomon Burkes album Don't Give Up on Me från samma år. Även om Waits spelat låten live flera gånger har den aldrig släppts officiellt på någon skiva.
Real Gone var Waits första skiva som inte baserades på teaterverk på fem år när det släpptes 2004. Det är till dags dato Waits enda album som inte innehåller piano på någon av låtarna. På öppningslåten "Top of the Hill" beatboxar Waits och de flesta av albumets låtar inleds med Waits "vokala slagverksimprovisationer". Det är även mer rock-orienterat med mindre bluesinfluenser än vad han tidigare uppvisat. Albumet innehåller också en tydligt politisk sång, någon som är första gången för Waits. På avslutningsspåret "Day After Tomorrow" tar Waits på sig rollen som en soldat som skriver hem att han är desillusionerad av krig och att han är tacksam att han ska åka hem igen. Låten nämner inte Irakkriget och som Tom Moon skriver skulle det lika gärna kunna vara rösten av en soldat från amerikanska inbördeskriget som sjunger. Waits själv beskriver däremot låten som en "elliptisk" protestsång om invasionen av Irak. Thom Jurek beskriver låten som "en av de mest insiktsfulla och underskattade antikrigslåtar som skrivits på årtionden."

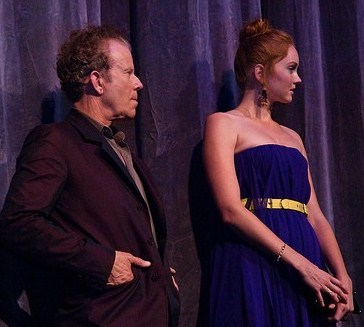
Waits och Lily Cole under premiären av The Imaginarium of Doctor Parnassus den 18 september 2009.

En box med 54 låtar fördelade på tre skivor innehållande osläppt material, sällsynta låtar och helt nya kompositioner släpptes i november 2006. Boxen Orphans: Brawlers, Bawlers & Bastards tre skivor var uppdelade efter titeln; "Brawlers" innehöll Waits snabba rock- och blueslåtar, "Bawlers" hans ballader och kärlekslåtar och "Bastards" låtar som inte passade in på någon av de andra. För att marknadsföra skivan spelades en musikvideo till låten "Lie to Me" in. På Orphans finns flera politiska låtar med, bland andra "Road To Peace" som handlar om Israel-Palestina-konflikten. Det finns även ett flertal coverlåtar med på samlingen, däribland låtar av The Ramones ("The Return of Jack And Judy"), Daniel Johnston ("King Kong"), Kurt Weill och Bertolt Brecht ("What Keeps Mankind Alive") och Leadbelly ("Goodnight Irene"). Dessutom finns låtar inspirerade av poeter och författare som Waits uppskattar med, till exempel Charles Bukowski och Jack Kerouac. Både Orphans och Alice finns med på metacritic.coms (en sida som samlar recensioner av album, filmer med mera) lista "Top 200: Best-Reviewed Albums" sedan år 2000 på plats 9 respektive 19 (till och med november 2007). 2006 gästspelade Waits också på Sparkhorse album Dreamt For Light Years In The Belly Of A Mountain där han spelar piano på låten "Morning Hollow".
Waits har på senare tid gjort ett antal större tv- och konsertframträdanden. I november 2006 uppträdde Waits på The Daily Show med låten "The Day After Tomorrow", Waits blev därmed den tredje gäst att uppträda i programmets historia efter Tenacious D och The White Stripes. Den 4 maj 2007 gjorde Waits ett framträdande på Late Night with Conan O'Brien. Programmet hade gästspelat en vecka med San Francisco som inspelningsplats och i det sista programmet uppträdde Waits med låtarna "Lucinda" och "Ain't Goin' Down to the Well" från Orphans: Brawlers, Bawlers & Bastards, därefter följde en kort intervju. Waits medverkade också på 2007 års Bridge School Benefit (en välgörenhetskonsert som hålls varje år) den 27 och 28 oktober tillsammans med Kronos Quartet.
På Robert Plant (Led Zeppelin) och Alison Krauss gemensamma album Raising Sand som släpptes den 23 oktober 2007 fanns Waits låt "Trampled Rose" med. Den 10 juli samma år släppte Waits singeln "Diamond In Your Mind", en singel som endast var tillgänglig via nedladdning. Låten spelades in tillsammans med Kronos Quartet, Greg Cohen, Philip Glass och The Dalai Lama på välgörenhetskonserten "Healing the Divide: A Concert For Peace And Reconciliation" på Avery Fisher Hall den 21 september 2003. Waits gästspelade även på låten "Pray" från The Book of Knots album Traineater.
Den 22 januari 2008 gjorde Waits ett sällsynt framträdande i Los Angeles. Han spelade tre låtar på en välgörenhetskosert för Bet Tzedek Legal Services – The House of Justice, ett ideellt center för fattiga i Los Angeles.
Waits spelade rollen som Mr. Nick i Terry Gilliams film The Imaginarium of Doctor Parnassus från 2009.

## Skivbolag
Waits har flera gånger bytt till mindre independentskivbolag genom åren. Han skrev kontrakt med Asylum Records innan de köptes upp av Elektra Records och Warner Bros. Under hans tid med Island Records expanderade de från ett litet bolag till en musikindustrijätte varpå han bytte till Anti Records som är en division till Epitaph Records.

## Stämningar
Waits har hårdnackat vägrat att tillåta företag att använda hans låtar i reklam och har skämtat om artister som tillåter detta. Bland annat har han sagt att "Om Michael Jackson vill arbeta för Pepsi, varför skaffar han då inte en kostym och ett kontor i deras högkvarter, och får det överstökat?" Han har stämt flera reklambyråer som använt hans material utan tillåtelse. Han har citerats: "Tydligen är den största komplimangen vår kultur ger artister nu för tiden är att få vara med i reklamfilmer – allra helst nakna och jamande på motorhuven till en ny bil" där han refererade till Mercury Cougar. "Jag har gång på gång obevekligen avstått denna tveksamma ära."
År 1988 stämde Waits Frito Lay, en division under Pepsico. Stämningen var Waits första och han tilldelades 2 miljoner dollar.(Waits v. Frito Lay, 978 F. 2d 1093 (9th Cir. 1992)) Frito Lay hade frågat Waits om de fick använda en av hans låtar i en reklamfilm varpå Waits avböjde. Då anlitade Frito Lay en röstimitatör som lät som Waits och lät honom sjunga en jingel som liknade ett stycke ur Waits låt "Step Right Up" från skivan Small Change. Ironiskt nog beskriver Waits låten själv som "en rättegång mot reklam." Waits vann målet och blev en av de första artister som lyckats stämma ett bolag för att ha använt en röstimitatör utan tillstånd.
År 1993 använde Levi’s Screamin' Jay Hawkins version av Waits låt "Heartattack and Vine" i en reklam. Waits stämde Levi's som lovade att sluta använda låten och skrev en ursäkt på en hel sida i tidningen Billboard.
Ytterligare en situation som liknade målet mot Frito Lay kom upp 2000. Audi ville använda sig av Waits låt "Innocent When You Dream" (från albumet Franks Wild Years) till en reklamfilm i Spanien. Waits avslog deras förfrågan och reklambolaget använde sig istället av musik som var väldigt lik Waits låt. Efter att Waits vidtagit rättsliga åtgärder slog en spansk domstol fast att Waits "moraliska rättigheter" hade kränkts förutom överträdelser mot upphovsrätten. Produktionsbolaget, Tandem Company Guasch, beordrades att kompensera Waits. Senare har Waits skojat om att reklambolaget måste ha missuppfattat namnet på Waits låt som "Innocent When You Scheme" (ungefär "Oskyldig när du smider ränker").
År 2005 stämde Waits Adam Opel AG och hävdade att de efter att ha misslyckats med att få honom att medverka i deras skandinaviska reklam anlitat en röstimitatör. Målet avslutades 2007 och Waits gav pengarna till välgörande ändamål.
Waits har också vidtagit rättsliga åtgärder för saker som inte handlar om hans musik. År 1977 blev han arresterad utanför Duke's Tropicana Coffee Shop i Los Angeles,  tillsammans med en kompis. De båda hade försökt hindra några män från att trakassera andra bargäster. Det visade sig att männen var poliser i civila kläder, och de tog med Waits och hans kamrat och arresterade dem för att ha stört ordningen. Juryn fann däremot Waits oskyldig, varpå han stämde polismyndigheten och erhöll 7 500 dollar i kompensation.

## Diskografi
- 1973 – Closing Time
- 1974 – The Heart of Saturday Night
- 1975 – Nighthawks at the Diner
- 1976 – Small Change
- 1977 – Foreign Affairs
- 1978 – Blue Valentine
- 1980 – Heartattack and Vine
- 1981 – Bounced Checks (samling)
- 1982 – One from the Heart (soundtrack)
- 1983 – Swordfishtrombones
- 1984 – Anthology of Tom Waits (samling)
- 1985 – Rain Dogs
- 1986 – The Asylum Years (samling)
- 1987 – Franks Wild Years
- 1988 – Big Time (live)
- 1991 – The Early Years, Volume One (samling)
- 1992 – Night on Earth (soundtrack)
- 1992 – Bone Machine
- 1993 – The Black Rider
- 1993 – The Early Years, Volume Two (samling)
- 1998 – Beautiful Maladies: The Island Years (samling)
- 1999 – Mule Variations
- 2001 – Used Songs 1973-1980 (samling)
- 2002 – Alice
- 2002 – Blood Money
- 2004 – Real Gone
- 2006 – Orphans: Brawlers, Bawlers & Bastards
- 2009 – Glitter and Doom Live
- 2011 – Bad As Me

## Filmografi
Rollen Tom Waits har i filmen visas inom parentes.

- 1978 – Paradise Alley (Mumbles)
- 1980 – One From the Heart (soundtrack tillsammans med Francis Ford Coppola)
- 1981 – Wolfen (barägare)
- 1982 – The Stone Boy (förstenad man)
- 1982 – Poetry in Motion (sig själv)
- 1983 – Outsiders (Buck Merrill)
- 1983 – Rumble Fish (Bennie)
- 1984 – Cotton Club (film) (Irving Stark)
- 1984 – Streetwise (soundtrack)[37]
- 1986 – Down By Law (Zack)
- 1987 – Ironweed (Rudy the Kraut)
- 1987 – Candy Mountain (Al Silk)
- 1989 – Bearskin: An Urban Fairytale ('Punch & Judy Man)
- 1989 – Cold Feet (Kenny the Hitman)
- 1989 – Mystery Train (röst till Lee Baby Sims)
- 1990 – The Two Jakes (polis)
- 1991 – At Play in the Fields of the Lord ('Wolf)
- 1991 – Fisher King (tiggare)
- 1991 – Night on Earth (soundtrack tillsammans med Kathleen Brennan)
- 1992 – American Heart (soundtrack tillsammans med Kathleen Brennan)
- 1992 – Bram Stokers Dracula (Renfield)
- 1993 – Short Cuts (Earl Piggott)
- 1993 – Fishing with John (sig själv)
- 1996 – Dead Man Walking (soundtrack)
- 1996 – The End of Violence (soundtrack)
- 1999 – Mystery Men (uppfinnare)
- 1992 – Big Bad Love (soundtrack)
- 2003 – Coffee and Cigarettes (sig själv)
- 2004 – Shrek 2 (soundtrack och Captain Hook)
- 2005 – Domino (the Wanderer)
- 2005 – Tigern och snön (sig själv)
- 2006 – Wristcutters: A Love Story (Raphael Kneller)
- 2009 – The Imaginarium of Doctor Parnassus (Mr. Nick)
- 2010 – The Book of Eli (Engineer)
- 2012 – Seven Psychopaths (Zachariah)
- 2018 – The ballad of Buster Scruggs (Prospector)

## Turnéer
- 1973 – Closing Time touring
- 1974–1975 – The Heart Of Saturday Night touring
- 1975–1976 – Small Change touring
- 1977 – Foreign Affairs touring
- 1978–1979 – Blue Valentine touring
- 1980–1982 – Heartattack and Vine touring
- 1985 – Rain Dogs touring
- 1987 –  Big Time touring
- 1999 – Get Behind The Mule Tour
- 2004 – Real Gone Tour
- 2006 – The Orphans Tour
- 2008 – Glitter and Doom Tour